# Блејк Шилб
Блејк Шилб (енгл. Blake Schilb; Рантул, 23. децембар 1983) је амерички кошаркаш. Игра на позицији крила. Као натурализовани кошаркаш је наступао за репрезентацију Чешке.

## Биографија
Прве запаженије кошаркашке резултате бележи током студија на Лојола Универзитету у Чикагу, где је у периоду од 2003. до 2007. наступао за екипу Лојола ремблерса. Са просеком од 19,1 поена, 5,2 скока и 3,9 асистенција достигнутим у трећој години студија 2006. године бива изабран у идеални аматерски тим по мишљењу Асосијејтед преса (признање All America), поставши тек други играч са овог универзитета коме је то успело. Са 204 поготка најбољи је по броју убачених тројки у историји универзитета, а такође је и четврти најбољи стрелац са 1879 постигнутих поена.
Након што није изабран на НБА драфту 2007. године, Шилб одлучује да кошаркашку каријеру настави у Европи. Прве две сезоне проводи у редовима чешког Нимбурка са којим оба пута осваја титулу првака државе (2008. и 2009. године). Године 2009. потписује за француски Елан Шалон у коме се задржава чак четири сезоне. Један је од најзаслужнијих за први трофеј у историји овог клуба - освајање Купа Француске 2011. године. Ипак, то је била само најава за блиставу сезону 2011/12. током које је клуб освојио три трофеја - постао је првак Про А лиге, одбранио звање победника Купа Француске, а тријумфовао је и у другом домаћем куп такмичењу - Купу „Недеља асова“, док је паралелно са тим успесима на међународној сцени успео да стигне до финала Еврочеленџа. И сам Шилб је добио признање за своју сјајну игру - проглашен је најкориснијим играчем Про А лиге за сезону 2011/12. Са Шалоном је забележио и прве наступе у Евролиги током сезоне 2012/13.
У јуну 2013. године потписао је трогодишњи уговор са Црвеном звездом. У почетку сезоне имао је релативно запажене партије, док је у Евролиги био основан играч нарочито у нападу. Један од најзначајнијих тренутака у Звезди је постигнута тројка за одлазак у продужетак на утакмици са Панатинаикосом. Међутим у клубу нису били задовољни његовим партијама па је већ средином јануара 2014. одстрањен из првог тима. Званично је раскинуо уговор са Звездом 29. јануара 2014. и вратио се у Француску где је потписао за Париз Левалоа.
Чим је дошао у екипу Париза кренуо је са добрим партијама, на крају сезоне 2013/14, Блејк Шилб је забележио 16 наступа за Париз уз 11 поена у просеку, са скоро 4 скока и више од 3 асистенције по мечу, уз фантастичне проценте шута за два и три поена (за 2п 51,3%, за 3п 42,9%) док је са слободних бацања имао 89,2%. У сезони 2014/15. бележи још боље партије и један је од главних играча Париза. Са својом екипом, Шилб је успео да дође до другог круга Еврокупа. Средином априла 2015. раскида уговор са Паризом због приватних проблема. Током сезоне 2014/15. у француском првенству је постизао 11,4 поена, 3,8 скока и 3,6 асистенција по мечу, док је на 20 утакмица Еврокупа имао учинак од 14,6 поена, 3,9 скокова и 4,7 асистенција.
У јулу 2015. постаје члан турског Галатасараја, и са њима проводи наредне две сезоне. У сезони 2017/18. је играо за Севиљу. Од 2018. до 2020. је играо за француски Шалон-Ремс.

## Успеси

### Клупски
- Нимбурк:
  - Првенство Чешке (2): 2007/08, 2008/09.
  - Куп Чешке (2): 2008, 2009.
- Елан Шалон:
  - Првенство Француске (1): 2011/12.
  - Куп Француске (2): 2011, 2012.
  - Куп „Недеља асова“ (1): 2012.
- Галатасарај:
  - Еврокуп (1): 2015/16.

### Појединачни
- Најкориснији играч Првенства Француске (1): 2011/12.
- Најкориснији играч финала Купа Француске (1): 2011.
- Најкориснији играч Купа „Недеља асова“ (1): 2012.
- Најкориснији играч кола Евролиге (1): 2012/13. (1)